# Salsola laricifolia
Salsola laricifolia là loài thực vật có hoa thuộc họ Dền. Loài này được Turcz. ex Litv. miêu tả khoa học đầu tiên năm 1913.